# Supercoppa UEFA 1994
La Supercoppa UEFA 1994 è stata la diciannovesima edizione della Supercoppa UEFA.
Si è svolta il 1° e 8 febbraio 1995 in gara di andata e ritorno tra la squadra vincitrice della Champions League 1993-1994, ovvero gli italiani del Milan, e la squadra vincitrice della Coppa delle Coppe 1993-1994, ossia gli inglesi dell'Arsenal.
A conquistare il titolo è stato il Milan che ha pareggiato la gara di andata a Londra per 0-0 e ha vinto la gara di ritorno a Milano per 2-0 con gol di Zvonimir Boban e Daniele Massaro.

## Partecipanti
| Squadre | Qualificazione                                   | Partecipazioni precedenti (il grassetto indica la vittoria) |
| ------- | ------------------------------------------------ | ----------------------------------------------------------- |
| Milan   | Vincitrice della UEFA Champions League 1993-1994 | 4 (1973, 1989, 1990, 1993)                                  |
| Arsenal | Vincitrice della Coppa delle Coppe 1993-1994     | Nessuna                                                     |

## Le partite

### Andata
La finale di andata che assegnava la Supercoppa UEFA 1994 si tenne nello stadio londinese di Highbury il 1º febbraio 1995. La preparazione del Milan alla partita fu funestata dalla tragica morte di Vincenzo Spagnolo, tifoso genoano accoltellato durante gli scontri tra tifosi del Genoa e del Milan fuori dal Marassi. Il grave episodio aveva causato la sospensione della partita Genoa-Milan e una settimana di stop a tutti i campionati nazionali. Come rivelato da Fabio Capello, allenatore del Milan, i calciatori rossoneri erano rimasti profondamente colpiti dall'increscioso accadimento, fatto che non consentiva al tecnico di approntare in modo adeguato la formazione che avrebbe dovuto affrontare la trasferta inglese, che fu seguita da 800 sostenitori rossoneri. Nelle file dell'Arsenal, invece, si registrò il reintegro in rosa di Paul Merson, reduce da un periodo trascorso in un centro di riabilitazione perché alle prese con la dipendenza da alcol e cocaina. Con Merson tornato in panchina, l'allenatore scozzese George Graham optò per il modulo 4-4-2, con la coppia d'attacco composta da Ian Wright e John Hartson e Kevin Campbell spostato nel settore di destra del centrocampo. Il Milan si schierò con un modulo che oscillava tra il 4-4-2 e il 4-3-3, con Dejan Savićević e Daniele Massaro terminali offensivi che si scambiavano le posizioni tra centro e destra dell'attacco.
Prima della partita fu osservato un minuto di silenzio in memoria di Vincenzo Spagnolo, accompagnato dagli applausi dei tifosi del Milan. L'incontro fu piuttosto combattuto ed equilibrato, dato che le squadre riuscirono a creare poche chiare occasioni da gol, ma il risultato rimase fisso sullo 0-0. Le due compagini si dimostrarono molto attente dal punto di vista difensivo: se il Milan applicò in modo efficace la tattica del fuorigioco, il capitano dell'Arsenal Tony Adams, alla prima gara giocata per intero dopo due mesi, guidò con autorevolezza la retroguardia dell'Arsenal, che giocava in tenuta blu. Le migliori chance dei milanisti capitarono a Dejan Savićević, Marco Simone e Demetrio Albertini, che costrinse il portiere inglese David Seaman all'intervento, mentre per l'Arsenal si misero in luce Ian Wright, il cui tentativo a rete fu vanificato da Sebastiano Rossi, e Kevin Campbell.

### Ritorno
La gara di ritorno si svolse a San Siro l'8 febbraio 1995. Fu il ritorno del calcio giocato in Italia, a una settimana di distanza dai tristi fatti di Genova, a seguito dei quali furono adottate imponenti misure di sicurezza per la gara contro il club inglese. Dei soli 15 800 biglietti messi in vendita e andati esauriti la sera prima della gara, ben 13 600 furono acquistati da tifosi del Milan, mentre 2 000 furono i tifosi inglesi sugli spalti.
La squadra rossonera, in tenuta gialla, priva dell'influenzato Maldini, schierò Zvonimir Boban al posto dello squalificato Marco Simone e Christian Panucci al posto di Paolo Maldini. I Gunners impiegarono il 4-1-4-1 con Stefan Schwarz nelle vesti di centrocampista difensivo davanti al quartetto di retroguardia e John Hartson come attaccante più estremo. Di fronte a 23 953 spettatori, fu il Milan a imporsi per 2-0, interrompendo una striscia di imbattibilità degli avversari nelle coppe europee che durava da 15 partite. Ad andare in rete furono Boban poco prima dell'intervallo e Massaro dopo poco più di venti minuti dall'inizio della ripresa.
Per il Milan fu il sedicesimo trionfo della presidenza Berlusconi, nonché il quindicesimo trofeo internazionale della sua storia (all'epoca un record assoluto in Europa); per Capello fu l'ottavo alloro alla guida del Milan (agganciato Arrigo Sacchi).

## Tabellini

### Andata
| Londra 1º febbraio 1995, ore 20:00 | Arsenal            | 0 – 0 referto | Milan | Highbury (38.044 spett.)\| Arbitro: \| Mario van der Ende \| |
| Arbitro:                           | Mario van der Ende |               |       |                                                              |

| Arsenal | Milan |

| Arsenal (4-3-3) |    |                  |  |     |
|                 |    |                  |  |     |
| P               | 1  | David Seaman     |  |     |
| D               | 2  | Lee Dixon        |  |     |
| D               | 3  | Nigel Winterburn |  |     |
| C               | 4  | Stefan Schwarz   |  |     |
| D               | 5  | Steve Bould      |  |     |
| D               | 6  | Tony Adams (c)   |  |     |
| C               | 7  | John Jensen      |  | 85’ |
| A               | 8  | Ian Wright       |  |     |
| A               | 9  | John Hartson     |  |     |
| C               | 10 | Ian Selley       |  |     |
| A               | 11 | Kevin Campbell   |  | 74’ |
| A disposizione: |    |                  |  |     |
| D               | 12 | Martin Keown     |  |     |
| C               | 13 | David Hillier    |  | 85’ |
| C               | 14 | Paul Merson      |  | 74’ |
| C               | 15 | Eddie McGoldrick |  |     |
| P               | 16 | Vince Bartram    |  |     |
| Allenatore:     |    |                  |  |     |
| George Graham   |    |                  |  |     |

| Milan (4-4-2)   |    |                       |     |     |
|                 |    |                       |     |     |
| P               | 1  | Sebastiano Rossi      |     |     |
| D               | 2  | Mauro Tassotti        |     |     |
| D               | 3  | Paolo Maldini         |     |     |
| C               | 4  | Demetrio Albertini    |     |     |
| D               | 5  | Alessandro Costacurta |     |     |
| D               | 6  | Franco Baresi (c)     |     |     |
| C               | 7  | Roberto Donadoni      |     |     |
| C               | 8  | Marcel Desailly       |     |     |
| A               | 9  | Marco Simone          | 44’ |     |
| C               | 10 | Dejan Savićević       |     | 89’ |
| A               | 11 | Daniele Massaro       |     |     |
| A disposizione: |    |                       |     |     |
| P               | 12 | Mario Ielpo           |     |     |
| D               | 13 | Filippo Galli         |     |     |
| D               | 14 | Stefano Nava          |     |     |
| C               | 15 | Stefano Eranio        |     |     |
| A               | 16 | Paolo Di Canio        |     | 89’ |
| Allenatore:     |    |                       |     |     |
| Fabio Capello   |    |                       |     |     |

### Ritorno
| Arbitro: | Hellmut Krug |

|                       |           |  |
| Boban 41’ Massaro 67’ | Marcatori |  |

| Milan | Arsenal |

| Milan (4-4-2)   |    |                       |     |     |
|                 |    |                       |     |     |
| P               | 1  | Sebastiano Rossi      |     |     |
| D               | 2  | Mauro Tassotti        |     |     |
| D               | 3  | Christian Panucci     |     |     |
| C               | 4  | Demetrio Albertini    | 24’ |     |
| D               | 5  | Alessandro Costacurta | 59’ |     |
| D               | 6  | Franco Baresi (c)     |     |     |
| C               | 7  | Roberto Donadoni      |     |     |
| C               | 8  | Marcel Desailly       |     |     |
| C               | 9  | Zvonimir Boban        |     |     |
| A               | 10 | Dejan Savićević       |     | 89’ |
| A               | 11 | Daniele Massaro       |     | 80’ |
| A disposizione: |    |                       |     |     |
| P               | 12 | Mario Ielpo           |     |     |
| D               | 13 | Filippo Galli         |     |     |
| C               | 14 | Stefano Eranio        |     | 89’ |
| A               | 15 | Paolo Di Canio        |     | 80’ |
| A               | 16 | Alessandro Melli      |     |     |
| Allenatore:     |    |                       |     |     |
| Fabio Capello   |    |                       |     |     |

| Arsenal (4-3-3) |    |                  |     |     |
|                 |    |                  |     |     |
| P               | 1  | David Seaman     |     |     |
| D               | 2  | Lee Dixon        |     | 66’ |
| D               | 3  | Nigel Winterburn |     |     |
| C               | 4  | Stefan Schwarz   |     |     |
| D               | 5  | Steve Bould      | 13’ |     |
| D               | 6  | Tony Adams (c)   |     |     |
| A               | 7  | Kevin Campbell   |     | 76’ |
| A               | 8  | Ian Wright       |     |     |
| A               | 9  | John Hartson     |     |     |
| C               | 10 | Paul Merson      |     |     |
| C               | 11 | Ian Selley       |     |     |
| A disposizione: |    |                  |     |     |
| D               | 12 | Martin Keown     |     | 76’ |
| C               | 13 | Andy Linighan    |     |     |
| C               | 14 | John Jensen      |     |     |
| C               | 15 | Ray Parlour      |     | 66’ |
| P               | 16 | Vince Bartram    |     |     |
| Allenatore:     |    |                  |     |     |
| George Graham   |    |                  |     |     |